# سیارک ۹۲۲۷
سیارک ۹۲۲۷ (به انگلیسی: 9227 Ashida، نامگذاری:1996BO2)۹۲۲۷مین سیارک کشف شده‌است که در ۲۶ ژانویه ۱۹۹۶ کشف شد.